# Campeonato Sudamericano de Atletismo de 2015
El XLIX Campeonato Sudamericano de Atletismo se celebró en Lima (Perú) entre el 12 y 14 de junio de 2015 bajo la organización de la Confederación Sudamericana de Atletismo y la Federación Peruana de Atletismo.

## Resultados

### Hombres
| Evento             | Oro | Plata | Bronce |
| ------------------ | --- | --- | --- |
| 100 m              | Colombia · PALOMEQUE ECHAVARRÍA DIEGO ARMANDO · 10.40                                                                             | Ecuador · QUIÑONEZ MARTÍNEZ ÁLEX LEONARDO · 10.43                                                        | Surinam IFRISH ALBERG 10.57                                                                                     |
| 200 m              | Ecuador · QUIÑONEZ MARTÍNEZ ÁLEX LEONARDO · 20.76                                                                                 | Colombia · PALOMEQUE ECHAVARRÍA DIEGO ARMANDO · 21.15                                                    | Panamá · ARTURO DELISER · 21.25                                                                                 |
| 400 m              | Venezuela · BRAVO MORALES ALBERTH IDEL · 45.26                                                                                    | Brasil · HEDERSON ALVES ESTEFANI · 45.57                                                                 | Venezuela · FREDDY MEZONES · 45.67                                                                              |
| 800 m              | Colombia · RODRÍGUEZ RAFITH · 1.46.48                                                                                             | Venezuela · GARRIDO LUCIRIO ANTONIO · 1.47.83                                                            | Colombia · JHON SINISTERRA · 1.48.50                                                                            |
| 1.500 m            | Chile · DÍAZ CARLOS MARTIN · 3.40.79                                                                                              | Argentina BRUNO FEDERICO 3.42.21                                                                         | Colombia · GIRALDO GERAR · 3.42.38                                                                              |
| 5.000 m            | Chile · ARAVENA VÍCTOR · 14.06.14                                                                                                 | Argentina BRUNO FEDERICO 14.06.25                                                                        | Ecuador · PIEDRA BYRON · 14.08.84                                                                               |
| 10.000 m           | Ecuador · PIEDRA BYRON · 28.30.80                                                                                                 | Colombia · MAURICIO GONZÁLEZ · 28.33.53                                                                  | Perú · OSTOS CRUZ LUIS · 28.43.10                                                                               |
| 110 m vallas       | Brasil · JOAO VITOR DE OLIVEIRA · 13.96                                                                                           | Perú · MC FARLANE OLAZABAL JORGE ARMANDO · 13.99                                                         | Perú · MC FARLANE OLAZABAL JAVIER ARTURO · 14.00                                                                |
| 400 m vallas       | Uruguay · SILVA ANDRÉS BYRON · 49.43                                                                                              | Brasil · HEDERSON ALVES ESTEFANI · 49.54                                                                 | Venezuela · SOLARTE VÍCTOR · 50.83                                                                              |
| 3.000 m obstáculos | Colombia · Gerar Giraldo · 8:29.53                                                                                                | Chile · Mauricio Valdivia · 8:40.28                                                                      | Chile · Enzo Yáñez · 8:43.28                                                                                    |
| 20 km marcha       | Perú · CHIHUAN CAMAYO PAVEL IVAR · 1.23.34.00                                                                                     | Argentina CANO JUAN MANUEL 1.23.56.00                                                                    | Ecuador · ARTEAGA MAURICIO · 1.24.18.00                                                                         |
| Salto de altura    | Brasil · FERNANDO CARVALHO FERREIRA · 2.22                                                                                        | Brasil · TALLES FREDERICO SOUSA SILVA · 2.22                                                             | Panamá · ALEXANDER BOWEN · 2.19                                                                                 |
| Salto con pértiga  | Argentina CHIARAVIGLIO GERMÁN 5.70                                                                                                | Chile · ZUPEUC DANIEL · 5.00                                                                             | Perú · GUTIÉRREZ POZO JOSÉ · 4.70                                                                               |
| Salto de longitud  | Uruguay · LASA EMILIANO · 8.09 +1.9                                                                                               | Venezuela · HERNÁNDEZ DIEGO · 7.91 +2.2                                                                  | Brasil · MAURO VINICIUS HILARIO LOURENÇO · 7.81 +2.0                                                            |
| Salto triple       | Colombia · JHON MURILLO MURILLO · 16.55 +1.6                                                                                      | Brasil · JEFFERSON DIAS SABINO · 16.34 +1.7                                                              | Colombia · DIVIER MURILLO MURILLO · 16.34 +0.0                                                                  |
| Peso               | Argentina LAURO GERMÁN LUJÁN 20.77                                                                                                | Brasil · ROMANI DARLAN · 20.32                                                                           | Brasil · NELSON HENRIQUE GONÇALVES FERNANDES · 18.28                                                            |
| Disco              | Colombia · ORTEGA GIRÓN MAURICIO ALEXANDER · 61.36                                                                                | Brasil · RONALD ODAIR DE OLIVEIRA JULIAO · 59.80                                                         | Ecuador · CAICEDO JUAN · 54.88                                                                                  |
| Martillo           | Brasil · WAGNER JOSE ALBERTO CARVALHO DOMING · 71.47                                                                              | Brasil · ALLAN DA SILVA WOLSKI · 69.82                                                                   | Argentina CERRA JUAN 67.70                                                                                      |
| Jabalina           | Brasil · MIRANDA DE OLIVEIRA JULIO · 81.22                                                                                        | Argentina TOLEDO BRAIAN EZEQUIEL 79.34                                                                   | Colombia · ARLEY IBARGUEN · 75.47                                                                               |
| 4 × 100 m          | Ecuador · QUINTERO ANDERSON/VALENCIA TENORIO JHON JAIRO /NAZARENO MACÍAS FRANKLIN ANDRÉS /QUIÑONEZ MARTÍNEZ ÁLEX LEONARDO · 39.94 | Venezuela · DIEGO RIVAS/RAMÍREZ ÁLVAREZ ARTURO JOSÉ/CASSIANI HERRERA ÁLVARO LUIS/DUBEIKER CEDEÑO · 40.19 | Colombia · YEFERSON VALENCIA CARMONA/PALOMEQUE ECHAVARRÍA DIEGO ARMANDO/JEYSON RIVAS RIVAS/CARLOS LEMOS · 40.80 |
| 4 × 400 m          | Venezuela · Alberth Bravo José Meléndez Alberto Aguilar Freddy Mezones · 3:04.96                                                  | Chile · Martín Tagle Sergio Aldea Sergio Germain Enzo Faulbaum · 3:10.32                                 | Perú · Bryan Erazo Williams García Luis Saavedra Paulo Herrera · 3:14.64                                        |
| Decatlón           | Brasil · LUIZ ALBERTO CARDOSO DE ARAUJO · 7799                                                                                    | Venezuela · GEORNI GREGORIO JARAMILLO CASARES · 7454                                                     | Venezuela · CAMPOS VILLARROEL ÓSCAR ARGENIS                                                                     |

### Mujeres
| Evento             | Oro | Plata | Bronce                                                                                             |
| ------------------ | --- | --- | -------------------------------------------------------------------------------------------------- |
| 100 m              | Venezuela · Vargas Arteaga Nediam · 11.45                                                                                    | Chile · Jiménez Isidora · 11.51                                                                                              | Brasil · Vanusa Henrique Dos Santos · 11.60                                                        |
| 200 m              | Venezuela · VARGAS ARTEAGA NEDIAM · 11.45                                                                                    | Chile · JIMENÉZ ISIDORA · 11.51                                                                                              | Brasil · VANUSA HENRIQUE DOS SANTOS · 11.60                                                        |
| 400 m              | Brasil · GEISA APARECIDA MUNIZ COUTINHO · 53.07                                                                              | Venezuela · NERCELIS SOTO · 54.38                                                                                            | Brasil · LILIANE CRISTINA BARBOSA FERNANDES · 54.53                                                |
| 800 m              | Uruguay · RODRÍGUEZ DEBORAH · 2.01.46                                                                                        | Brasil · FLAVIA MARIA DE LIMA · 2.02.05                                                                                      | Venezuela · YDANIS NAVAS · 2.07.92                                                                 |
| 1.500 m            | Colombia · CONEO PAREDES MURIEL · 4.10.14                                                                                    | Brasil · FLAVIA MARIA DE LIMA · 4.13.58                                                                                      | Uruguay · FERNÁNDEZ PÍA · 4.19.37                                                                  |
| 5.000 m            | Ecuador · PASTUÑA ALVARADO MARÍA BALVINA · 15.49.33                                                                          | Brasil · TATIELE ROBERTA DE CARVALHO · 15.50.62                                                                              | Colombia · CAROLINA TABARES · 15.59.28                                                             |
| 10.000 m           | Perú · MELCHOR HUIZA SANTA INÉS · 32.28.87                                                                                   | Ecuador · PASTUÑA ALVARADO MARÍA BALVINA · 32.51.33                                                                          | Perú · ARIZAPANA YUCRA WILMA · 33.01.15                                                            |
| 100 m vallas       | Panamá · Yvette Lewis · 13.31                                                                                                | Colombia · Briggite María Merlano Pájaro · 13.43                                                                             | Brasil · Adelly Oliveira Santoa · 13.53                                                            |
| 400 m vallas       | Uruguay · RODRÍGUEZ DEBORAH · 56.33                                                                                          | Venezuela · MAGDALENA MENDOZA · 56.65                                                                                        | Brasil · LILIANE CRISTINA BARBOSA FERNANDES · 58.44                                                |
| 3.000 m obstáculos | Colombia · CONEO PAREDES MURIEL · 09.53.1                                                                                    | Brasil · DA SILVA TATIANE RAQUEL · 09.56.8                                                                                   | Argentina CASETTA BELEN ADALUZ 09.57.1                                                             |
| 20 km marcha       | Colombia · Lorena Arenas · 1.31.02.25                                                                                        | Colombia · Hernández Ingrid · 1.36.42.08                                                                                     | Bolivia · Castro Ángela · 1.41.38.29                                                               |
| Salto de altura    | Brasil · ANA PAULA CAETANO DE OLIVEIRA · 1.82                                                                                | Perú · TOCHE ZEVALLOS CANDY ·                                                                                                | Argentina PÁEZ BETSABE 1.761.76                                                                    |
| Salto con pértiga  | Venezuela · ROBEILYS PEINADO · 4.35                                                                                          | Argentina CHIARAVIGLIO VALERIA 4.10                                                                                          | Brasil · KARLA ROSA DA SILVA · 4.10                                                                |
| Salto de longitud  | Perú · MAUTINO RUIZ PAOLA · 6.52 +3.2                                                                                        | Brasil · FERREIRA DA SILVA TANIA · 6.37 +2.9                                                                                 | Ecuador · ANGULO JAMA YULIANA ELIZABETH · 6.25 +1.9                                                |
| Salto triple       | Venezuela · YULIMAR ROJAS · 14.14 +2.8                                                                                       | Brasil · FERREIRA DA SILVA TANIA · 13.60 +1.9                                                                                | Colombia · GISELLY LANDAZURY PARRA · 13.35 +1.3                                                    |
| Peso               | Brasil · Geisa Rafaela Arcanjo · 17.76                                                                                       | Chile · Duco Natalia · 17.56                                                                                                 | Venezuela · Espinoza Ahimara · 17.25                                                               |
| Disco              | Brasil · OLIVEIRA DE MORAIS ANDRESSA · 61.15                                                                                 | Brasil · FERNANDA RAQUEL BORGES MARTINS · 58.22                                                                              | Argentina COMBA ROCÍO 57.15                                                                        |
| Martillo           | Brasil · GEISA RAFAELA ARCANJO · 17.76                                                                                       | Chile · DUCO NATALIA · 17.56                                                                                                 | Venezuela · ESPINOZA AHIMARA · 17.25                                                               |
| Jabalina           | Brasil · Jucilene Sales De Lima · 60.16                                                                                      | Colombia · Ruiz Flor Denis · 59.86                                                                                           | Chile · Ríos María Paz · 51.12                                                                     |
| 4 × 100 m          | Venezuela · LEXABETH HIDALGO/MAGDALENA MENDOZA/VARGAS ARTEAGA NEDIAM/NERCELIS SOTO · 44.28                                   | Brasil · VANUSA HENRIQUE DOS SANTOS/BRUNA JESSICA OLIVEIRA FARIAS/VITORIA CRISTINA SILVA ROSA/ADELLY OLIVEIRA SANTOS · 44.43 | Chile · GUTIÉRREZ JOSEFINA/JIMÉNEZ ISIDORA/MACKENNA MARÍA FERNANDA/GONI PAULA · 44.83              |
| 4 × 400 m          | Brasil · VANUSA HENRIQUE DOS SANTOS/LILIANE CRISTINA BARBOSA FERNANDES/JOELMA DAS NEVES SOUSA/JAILMA SALES DE LIMA · 3.34.51 | Venezuela · NERCELIS SOTO/MAGDALENA MENDOZA/VALDEZ MARYURY/YDANIS NAVAS · 3.37.05                                            | Chile · GONI PAULA/MANSILLA VEGA CARMEN GLORIA/ERRAZURIZ JAVIERA/MACKENNA MARÍA FERNANDA · 3.40.56 |
| Heptatlón          | Colombia · Evelis Aguilar · 5902                                                                                             | Venezuela · Guillercy González · 5444                                                                                        | Brasil · Giovana Cavaleti · 5426                                                                   |

RS: Récord sudamericano.

## Medallero
| Núm. | País      | Oro | Plata | Bronce | Total |
| ---- | --------- | --- | ----- | ------ | ----- |
| 1    | Brasil    | 11  | 15    | 8      | 34    |
| 2    | Colombia  | 9   | 6     | 7      | 22    |
| 3    | Venezuela | 8   | 8     | 6      | 22    |
| 4    | Ecuador   | 4   | 2     | 4      | 10    |
| 5    | Uruguay   | 4   | 0     | 1      | 5     |
| 6    | Perú      | 3   | 2     | 5      | 10    |
| 7    | Chile     | 2   | 6     | 4      | 12    |
| 8    | Argentina | 2   | 5     | 5      | 12    |
| 9    | Panamá    | 1   | 0     | 2      | 3     |
| 10=  | Bolivia   | 0   | 0     | 1      | 1     |
| 10=  | Surinam   | 0   | 0     | 1      | 1     |
| 12=  | Aruba     | 0   | 0     | 0      | 0     |
| 12=  | Paraguay  | 0   | 0     | 0      | 0     |
|      | TOTAL     | 44  | 44    | 44     | 132   |